# موس و مک‌نیل
موس و مک‌نیل (به انگلیسی: Mouth & MacNeal) گروه موسیقی دو نفره هلندی بود. آنها در دهه ۱۹۷۰ به موفقیت تجاری دست یافتند. آنها در ۱۹۷۲ با اجرای ترانه “How Do You Do” به صدر جدول موسیقی هلند رسیدند و این ترانه در آمریکا به ده آهنگ برتر و در کانادا به رتبه دوم دست یافت.
این دو هنرمند در مسابقه یوروویژن ۱۹۷۴ نماینده هلند بودند و با ترانه “I See a Star” مقام سوم را کسب کردند. این آهنگ بعدها به یکی از ده ترانه برتر بریتانیا تبدیل شد.